# Radio Sloan
Radio Sloan es una guitarrista estadounidense proveniente de Olympia, Washington. Es popular por su trabajo con la agrupación The Need, banda que fundó junto a Rachel Carns. También ha tocado la guitarra en las bandas Ce Be Barns Band, The Circuit Side, Fact or Fiction, Grandpa's Ghost Stories y The Chelsea.
También hace parte de la banda en vivo de la artista Peaches, junto a JD Samson y Samantha Maloney.

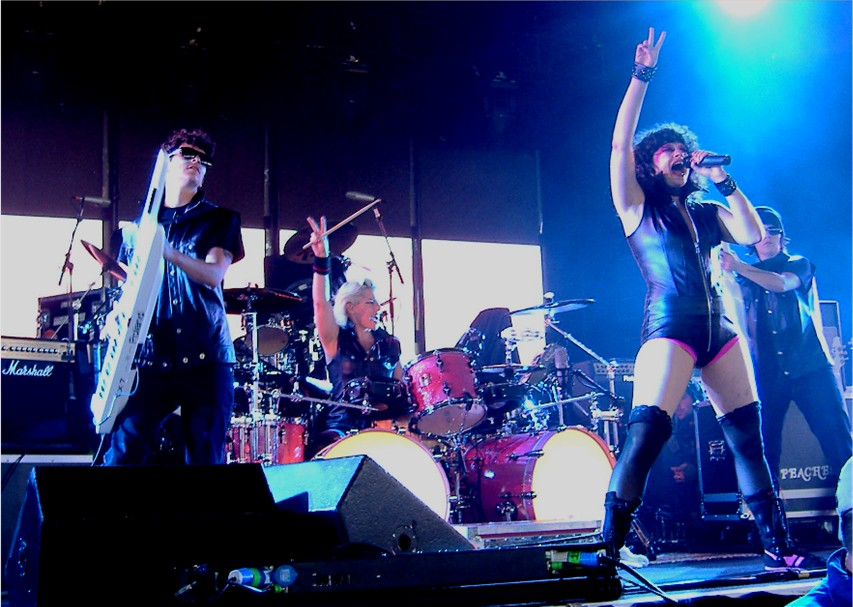
Sloan con Peaches and the Herms en el 2006.

## Discografía

### Álbumes
- Margie Ruskin Stops Time (1996)
- Jacky O' Lantern (1997)
- The Need (1997)
- The Transfused (2000)
- The Need Is Dead (2000)
- This Island (2004)

### Compilados
- Destination (1996)
- Yo Yo A Go Go - Another Live Record (1997)
- La Foresta Della Morte (1999)
- The New Women's Music Sampler (1999)
- Projector (1999)
- The Structure of Scientific Misconceptions (2001)

### Bandas sonoras
- Itty Bitty Titty Committee (2007)
- Don't Need You (2005)